# 山口達也 (アナウンサー)
山口 達也（やまぐち たつや、1963年9月7日 - ）は、元NHK職員で、元シニアアナウンサー、元ディレクター。
鹿児島県立大島高等学校、早稲田大学を卒業した。1987年、NHKに入局した。主にスポーツ中継を担当してきた。
特に担当していた大相撲中継では大関の魁皇が大相撲歴代1位となる幕内通算808勝目の一番をテレビ放送で実況した（ラジオの中継では吉田賢が実況）。2024年3月末日付で退職した。

## 過去の出演番組
鹿児島放送局時代（1999年6月 - 2007年6月）
- さきどり!情報かごしま（編責、「学校がいちばん!」コーナーのナレーション、キャスター代行）
- さきドリ!情報600（編責、リポーター等）
- フレッシュ情報かごしま（編責）
- HGX（編責、オープニングナレーション）
- ひるまえクルーズかごしま（編責）
- ニュース845かごしま（不定期）
- スポーツ中継（高校野球鹿児島大会中心に）
- アナウンス副部長

G-Media出向時代
- 北京パラリンピック（柔道 ダイジェスト実況）

東京アナウンス室時代
- ロンドンオリンピック（現地実況・統括デスク兼務）
- ソチオリンピックジャパンコンソーシアム（同上）
- 大相撲中継

名古屋放送局時代（2021年6月 - 2022年6月）
- 東海北陸のニュース

ラジオセンター（2度目、ディレクター業務）（2022年7月 - 2024年3月）